# Catharina Enschedé

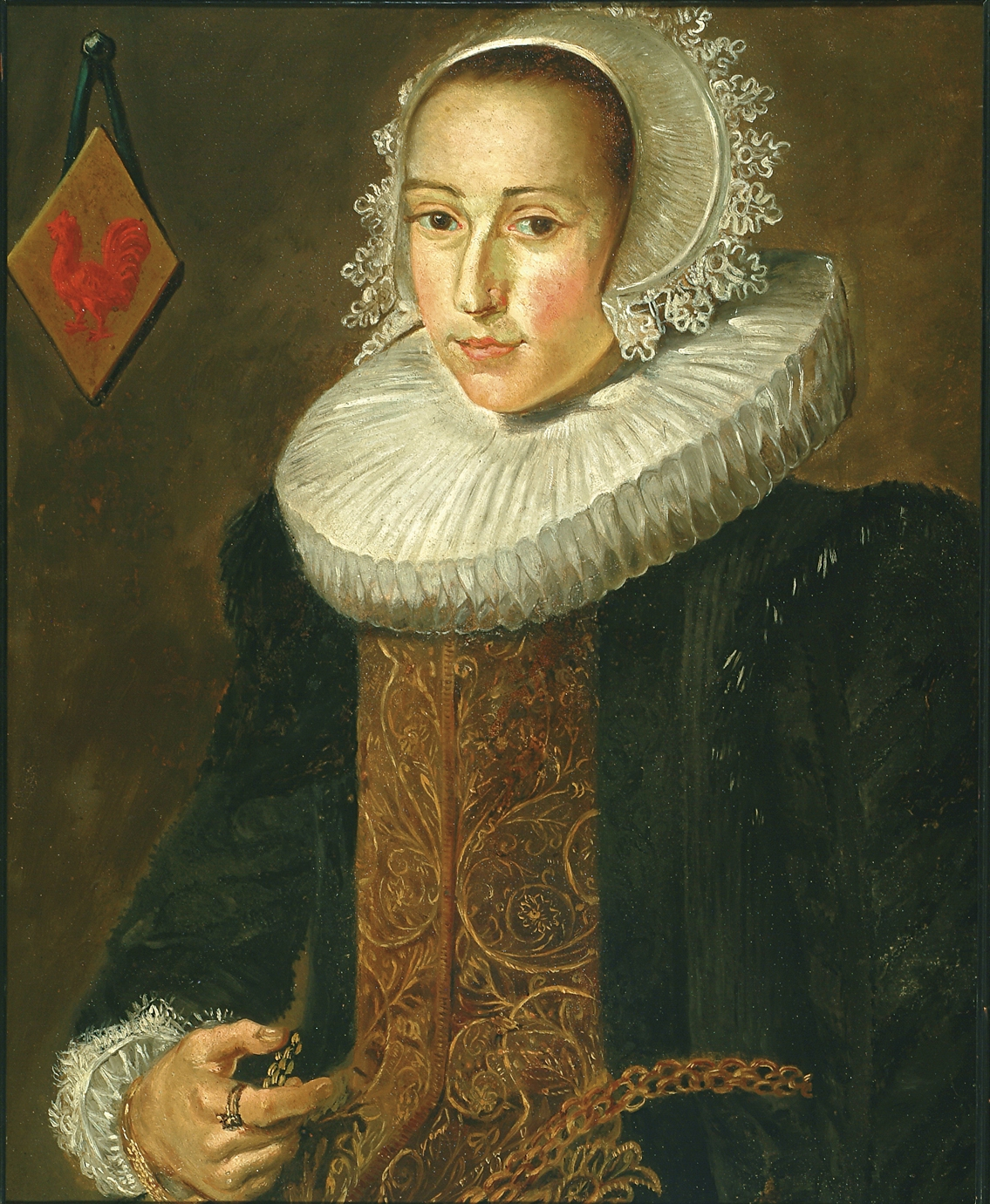
Catharina Enschedé's kopie van het portret van Aletta Hannemans

Catharina Jacoba Abrahamina Enschedé (Haarlem, 1828 – Bloemendaal, 1883) was een 19e-eeuwse Nederlandse kunstschilder.

## Biografie
Catharina Enschedé was een dochter van Christiaan Justus Enschedé en Adriana Maria Dalen. Haar broer Adriaan Justus Enschedé was kunstverzamelaar en stadsarchivaris. Als kunstenaar is ze waarschijnlijk beïnvloed door haar tantes Sandrina Christina Elisabeth Enschedé en Christina Gerarda Enschedé die beiden als kunstenaar actief waren. Ook haar nichten Edzardina Jacoba Tjarda van Starkenborgh Stachouwer-Enschedé en Adriana Maria Enschedé waren kunstenaars. 
Rond 1870 maakte ze een kopie van het portret dat Frans Hals maakte van de Haarlemse brouwer Aletta Hannemans. Deze kopie vervaardigde ze in opdracht van het Frans Hals Museum toen het oorspronkelijke portret aan Amsterdam werd verkocht; later zou het origineel in het Mauritshuis belanden.
- Biografisch Portaal: 45930053
- International Standard Name Identifier: 0000 0003 9414 6416
- Nederlandse Thesaurus van Auteursnamen: 070022038
- RKD-Nederlands Instituut voor Kunstgeschiedenis: 352827
- Virtual International Authority File: 288607535
- WorldCat: E39PBJqbqjrMbm7py9hHgCdqQq